# Пичаевский район
Пича́евский райо́н — административно-территориальная единица (район) и муниципальное образование (муниципальный район) на северо-востоке Тамбовской области России.
Административный центр — село Пичаево.

## Общие сведения
Пичаевский район расположен на северо-востоке области и граничит с Сосновским, Моршанским, Гавриловским, Бондарским районами, Пензенской областью. По северной границе района проходит Куйбышевская железная дорога.
Площадь — 1294 км². Основные реки — Кашма, Большой Ломовис, Кёрша.
На территории района преобладают выщелоченные чернозёмы, а также лугово-чернозёмные почвы. Земли сельскохозяйственного назначения составляют 98,9 тыс. га — 76,4 % территории.
Покрытые лесной растительностью земли составляют 23,1 тыс.га — 17,9 % территории района; основные породы — сосна, дуб, берёза, осина. 463,5 га занимают пруды различных размеров.
В районе обитает 59 видов млекопитающих, 243 вида птиц, 28 видов рыб.
Через район проходят нефтепровод «Дружба» и газопровод «Саратов — Москва».
Район находится в зоне умеренно континентального климата. Средняя температура июля +15,5 °C, января −11 °C. Осадков выпадает от 475 до 500 мм. Продолжительность вегетационного периода от 179 до 182 дней.

## История
Древнейшее население — мордовские племена и тюркоязычные кочевники. Русские поселения появились на рубеже XVII—XVIII веков, когда возникли сёла Байловка, Большое Шереметьево, Большой Ломовис, Волхонщина, Вышенка, Егоровка, Липовка, Пичаево, Рудовка, и др. Позже основаны крупные сёла Гагарино, Питим и др.
Осенью 1918 года на территории современного Пичаевского района произошло «Рудовское восстание» — вооружённое выступление крестьян против Советской власти.
Пичаевский район образован в 1928 году как часть Тамбовского округа Центрально-Чернозёмной области, с 1930 года входил непосредственно в ЦЧО, с 1934 года — в состав Воронежской области. В 1935 году от района была отделена территория, которая стала Рудовским районом. В 1937 году была образована Тамбовская область и Пичаевский район вошёл в её состав. В 1959 году Рудовский район был упразднён и часть его территории снова вошла в Пичаевский район. В 1963 году в состав Пичаевского района вошли части территорий упразднённых Бондарского и Гавриловского районов. Бондарский район был восстановлен в 1965 году, а Гавриловский — в 1979 году.
В период Великой Отечественной войны более 12,8 тыс. пичаевцев ушли на фронт, около половины из них погибли. Девять пичаевцев в годы Великой Отечественной войны удостоены звания Героя Советского Союза.

## Население
| 2002    | 2009    | 2010    | 2012    | 2013    | 2014    | 2015    | 2016    | 2017    |
| ------- | ------- | ------- | ------- | ------- | ------- | ------- | ------- | ------- |
| 16 542  | ↘14 364 | ↘14 027 | ↘13 825 | ↘13 654 | ↗13 705 | ↘13 405 | ↘12 818 | ↘12 517 |
| 2018    | 2019    | 2020    | 2021    |         |         |         |         |         |
| ↘12 023 | ↘11 635 | ↘11 411 | ↘11 039 |         |         |         |         |         |

Возрастная структура населения на 01.01.2017 г.: трудоспособного возраста — 57,7 % населения, моложе трудоспособного возраста — 12,7 %, старше трудоспособного возраста — 29,5 %. Численность трудоспособного населения — 7 120 человек. Наибольшее количество трудоспособного населения занято в сельском хозяйстве — 59 % (с учётом занятых в ЛПХ), в промышленности — 3,1 %. Численность занятых в экономике района — 5 573 человека.

### Национальный состав
По итогам переписи населения 2020 года проживали следующие национальности (национальности менее 0,1 % и другое, см. в сноске к строке «Другие»):
| Национальность | Численность, чел. | Доля     |
| -------------- | ----------------- | -------- |
| Русские        | 10 496            | 95,08 %  |
| Таджики        | 67                | 0,61 %   |
| Украинцы       | 26                | 0,24 %   |
| Армяне         | 17                | 0,15 %   |
| Другие         | 433               | 3,92 %   |
| Итого          | 11 039            | 100,00 % |

## Административно-муниципальное устройство
Пичаевский район как административно-территориальное образование включает 10 сельсоветов.
В Пичаевский район как муниципальное образование со статусом муниципального района входят 10 муниципальных образований со статусом сельских поселений:
| №  | Сельское поселение             | Административный центр   | Количество населённых пунктов | Население (чел.) | Площадь (км²) |
| -- | ------------------------------ | ------------------------ | ----------------------------- | ---------------- | ------------- |
| 1  | Байловский сельсовет           | село Байловка 2-я        | 8                             | ↗1336            | 182,51        |
| 2  | Большеломовисский сельсовет    | село Большой Ломовис     | 15                            | ↘988             | 287,22        |
| 3  | Большешереметьевский сельсовет | село Большое Шереметьево | 5                             | ↘637             | 127,93        |
| 4  | Вяжлинский сельсовет           | село Вяжли               | 4                             | ↘232             | 69,03         |
| 5  | Егоровский сельсовет           | село Заречье             | 8                             | ↘938             | 81,29         |
| 6  | Липовский сельсовет            | село Липовка             | 7                             | ↘985             | 163,93        |
| 7  | Пичаевский сельсовет           | село Пичаево             | 3                             | ↘3289            | 92,85         |
| 8  | Подъёмский сельсовет           | посёлок Вернадовка       | 5                             | ↘922             | 119,57        |
| 9  | Покрово-Васильевский сельсовет | село Покрово-Васильево   | 4                             | ↗704             | 57,82         |
| 10 | Рудовский сельсовет            | село Рудовка             | 1                             | ↗1008            | 112,28        |

В рамках организации местного самоуправления в 2004 году на территории района были созданы 14 муниципальных образований со статусом сельских поселений (сельсоветов). В 2009 году упразднённый Тараксинский сельсовет включён в Подъёмский сельсовет; Вышенский — в Большешереметьевский сельсовет, в 2010 году упразднённый Гагаринский сельсовет включён в Большеломовисский сельсовет; Питимский — в Липовский сельсовет.

## Населённые пункты
В Пичаевском районе 57 населённых пунктов (все — сельские):
| №  | Населённый пункт                | Тип                     | Население | Муниципальное образование      |
| -- | ------------------------------- | ----------------------- | --------- | ------------------------------ |
| 1  | Бадин Угол                      | село                    | ↘98       | Липовский сельсовет            |
| 2  | Байловка 1-я                    | село                    | ↘76       | Байловский сельсовет           |
| 3  | Байловка 2-я                    | село                    | ↘688      | Байловский сельсовет           |
| 4  | Большое Шереметьево             | село                    | ↘671      | Большешереметьевский сельсовет |
| 5  | Большой Ломовис                 | село                    | ↘337      | Большеломовисский сельсовет    |
| 6  | Бугровский                      | посёлок                 | 0         | Большешереметьевский сельсовет |
| 7  | Васильево                       | деревня                 | ↘443      | Покрово-Васильевский сельсовет |
| 8  | Введенка                        | деревня                 | ↘87       | Большеломовисский сельсовет    |
| 9  | Вернадовка                      | посёлок                 | ↘384      | Подъёмский сельсовет           |
| 10 | Волхонщина                      | село                    | ↘360      | Байловский сельсовет           |
| 11 | Вышенка                         | село                    | ↘151      | Большешереметьевский сельсовет |
| 12 | Вяжли                           | село                    | ↘164      | Вяжлинский сельсовет           |
| 13 | Гагарино 1-е                    | село                    | ↘200      | Большеломовисский сельсовет    |
| 14 | Гагарино 2-е                    | село                    | ↘187      | Большеломовисский сельсовет    |
| 15 | Грачёвка                        | посёлок                 | 1         | Егоровский сельсовет           |
| 16 | Григорьевка                     | деревня                 | 34        | Егоровский сельсовет           |
| 17 | Гурово                          | деревня                 | 12        | Покрово-Васильевский сельсовет |
| 18 | Егоровка                        | село                    | ↘301      | Егоровский сельсовет           |
| 19 | Екатериновка                    | деревня                 | 0         | Большеломовисский сельсовет    |
| 20 | Завьяловка                      | посёлок                 | 1         | Егоровский сельсовет           |
| 21 | Заречье                         | село                    | ↘764      | Егоровский сельсовет           |
| 22 | Каменный Умёт                   | посёлок                 | ↘177      | Байловский сельсовет           |
| 23 | Канищево                        | село                    | ↘70       | Пичаевский сельсовет           |
| 24 | Квашнино                        | деревня                 | 50        | Большеломовисский сельсовет    |
| 25 | Коршуновка                      | село                    | ↘253      | Большеломовисский сельсовет    |
| 26 | Красивка                        | село                    | ↘89       | Липовский сельсовет            |
| 27 | Красное лесничество             | посёлок                 | 53        | Байловский сельсовет           |
| 28 | Кутли                           | село                    | ↘107      | Вяжлинский сельсовет           |
| 29 | Липовка                         | село                    | ↘708      | Липовский сельсовет            |
| 30 | Любовка                         | деревня                 | 2         | Большеломовисский сельсовет    |
| 31 | Малый Ломовис                   | село                    | ↘132      | Большеломовисский сельсовет    |
| 32 | Михайловка                      | деревня                 | 5         | Большеломовисский сельсовет    |
| 33 | Молчановский                    | посёлок                 | 0         | Большеломовисский сельсовет    |
| 34 | Николаевка                      | деревня                 | 3         | Покрово-Васильевский сельсовет |
| 35 | Октябрьский                     | посёлок                 | ↘240      | Байловский сельсовет           |
| 36 | Отрез                           | посёлок                 | 14        | Липовский сельсовет            |
| 37 | Первомайский                    | посёлок                 | 0         | Большеломовисский сельсовет    |
| 38 | Петровское                      | деревня                 | ↘110      | Большеломовисский сельсовет    |
| 39 | Питим                           | село                    | ↘485      | Липовский сельсовет            |
| 40 | Пичаево                         | село                    | ↘3407     | Пичаевский сельсовет           |
| 41 | Пичинка                         | деревня                 | 4         | Байловский сельсовет           |
| 42 | Подъём                          | село                    | ↘195      | Подъёмский сельсовет           |
| 43 | Покрово-Васильево               | село                    | ↘396      | Покрово-Васильевский сельсовет |
| 44 | Поминаевка                      | железнодорожный разъезд | 4         | Липовский сельсовет            |
| 45 | Рудовка                         | село                    | ↗1008     | Рудовский сельсовет            |
| 46 | Садовый                         | посёлок                 | ↘48       | Большешереметьевский сельсовет |
| 47 | Свиньино                        | село                    | ↘241      | Пичаевский сельсовет           |
| 48 | Сергеево                        | деревня                 | 25        | Егоровский сельсовет           |
| 49 | совхоза «Подъём», 1-е отделение | посёлок                 | ↘459      | Подъёмский сельсовет           |
| 50 | совхоза «Подъём», 3-е отделение | посёлок                 | ↘18       | Подъёмский сельсовет           |
| 51 | Солчино                         | деревня                 | ↘88       | Егоровский сельсовет           |
| 52 | Сретенка                        | деревня                 | 9         | Большеломовисский сельсовет    |
| 53 | Таракса                         | село                    | ↘218      | Подъёмский сельсовет           |
| 54 | Тюнино                          | деревня                 | 50        | Егоровский сельсовет           |
| 55 | Ульяновский                     | посёлок                 | 3         | Байловский сельсовет           |
| 56 | Фитингоф                        | посёлок                 | ↗120      | Вяжлинский сельсовет           |
| 57 | Холмы                           | деревня                 | 11        | Большеломовисский сельсовет    |

### Упразднённые населённые пункты
В 1999 году упразднена деревня Утеха Егоровского сельсовета
В 2018 году упразднены: деревня Константиновка Большешереметьевского сельсовета, посёлок Первомайский Липовского сельсовета и деревня Родимая Вяжлинского сельсовета.

## Экономика
На территории района на 01.04.2017 г. функционируют 128 предприятий и организаций. Среднемесячная заработная плата на 01.01.2016 г. составляет 17 200 рублей. В районе осуществляют хозяйственную деятельность структурные подразделения компаний из Москвы, Татарстана, Якутии.
Сельское хозяйство
Основными культурами, производимыми на территории района, являются пшеница, ячмень, подсолнечник, сахарная свекла, соя, рапс, кукуруза, горох. По состоянию на 01.01.2017 г. в районе работают 10 сельскохозяйственных предприятий и 14 крестьянских фермерских хозяйств.
Крупнейшие с/х предприятия:
- ООО «Пичаево Золотая Нива» (с. Коршуновка) — растениеводство.
- ООО «Пичаево-Нива» (с. Пичаево) — растениеводство.
- ООО «Веста» (с. Пичаево) — растениеводство. Единственный в районе производитель овощей.
- ООО «ЮВАГ» агрофирма «Шереметьевская» (с. Большое Шереметьево) — растениеводство.
- ООО «ЮВАГ» агрофирма «Рудовская» (с. Рудовка) — растениеводство.
- ООО «Липовка» (с. Липовка) — растениеводство.
- ООО «Исток» (с. Большой Ломовис) — животноводство, растениеводство.
- ООО "Мегаферма «Шереметьево» (с. Большое Шереметьево) — животноводство.

По итогам 2015 года все сельхозпредприятия района являются прибыльными.
Объём произведённой сельскохозяйственной продукции в денежном
выражении по всем категориям хозяйств составил 1,3 млрд рублей, что на
23,2 % превышает уровень 2014 года. На 1 гектар пашни произведено сельскохозяйственной продукции на 22,4 тысячи рублей (за 2014 год — 16,2 тыс. рублей). Выручка от реализации сельскохозяйственной продукции
собственного производства и продуктов её переработки за 2015 год по
ожидаемой оценке составит 480,0 млн рублей, что на 26 % больше, чем в 2014
году. Среднемесячная заработная плата работника сельского хозяйства в 2015 году возросла на 38 % по отношению к уровню 2014 года и составила 23 158 рублей.
Промышленность
Объём отгруженных товаров собственного производства, выполненных
работ и услуг собственными силами по промышленным видам деятельности
за 2015 год составил 910,3 млн рублей, темп роста к 2014 году составил 171,5 %.
Крупнейшие промышленные предприятия:
- Филиал ОАО ФАПК «Якутия» Байловский спиртовой завод (с. Байловка 2-я) — производство этилового спирта. За 2015 год отгружено товаров собственного производства на сумму 88,8 млн рублей, что выше уровня прошлого года в 3,5 раза.
- ООО «СоюзПром», ООО «ЕВА», ООО «Фаворит» (д. Васильево) — производство обуви. За 2015 год реализовано продукции на сумму 85,2 млн рублей, что выше уровня прошлого года на 10 %.
- ТОГАУ «Вернадский лесхоз» (пос. Октябрьский) — производство пиломатериала. За 2015 год объём товарооборота составил 28,1 млн рублей[29].

## Образование
- МБОУ «Пичаевская СОШ» с 13 филиалами.
- МБДОУ "Пичаевский детский сад «Берёзка» с 2 филиалами.
- МБУДО «Детско-юношеский центр».

Пичаевская СОШ регулярно входит в ежегодный рейтинг лучших сельских школ России: в рейтинге 2014 года — 8 место, в рейтингах 2015, 2016 и 2017 годов — без места (с 2015 года все школы в этих списках расположены в алфавитном порядке по регионам).

## Здравоохранение
В организационную структуру ТОГБУЗ «Пичаевская ЦРБ» входят: поликлиника на 382 посещения в смену, стационар на 43 койки круглосуточного пребывания, 16 коек дневного пребывания и 15 коек сестринского ухода (хирургическое, терапевтическое, педиатрическое, инфекционное отделения); врачебный участок врача общей практики (с. Липовка); 3 терапевтических участка (с. Большое Шереметьево, с. Байловка 2-я, с. Большой Ломовис); 12 ФАПов, 4 здравпункта.
Приём в поликлинике ведётся по следующим специальностям: терапия, хирургия, гинекология, неврология, педиатрия, офтальмология, стоматология, дерматовенерология, психиатрия, наркология. В поликлинике выполняется УЗИ, рентгеновское обследование, есть лаборатория и кабинет функциональной диагностики.

## Транспорт
Перевозки людей и грузов на территории района осуществляются железнодорожным и автомобильным транспортом.
Железнодорожный транспорт
На территории района расположены две станции Пензенского региона Куйбышевской железной дороги (филиала ОАО «РЖД») — Вернадовка и Фитингоф. Основной объём пассажирских перевозок и перевозок грузов осуществляется через станцию Вернадовка.
Автомобильный транспорт
Протяжённость автомобильных дорог общего пользования в районе составляет 681,8 км, из них 521,9 км — дороги с грунтовым покрытием.
Услуги пассажирского транспорта в районе оказывает МУП «Пичаевское АТП»: 16 внутримуниципальных автобусных маршрутов, 2 межмуниципальных маршрута («Пичаево — Моршанск» и «Пичаево — Осино-Гай»), 1 междугородный маршрут («Пичаево — Бондари — Тамбов»).
Индивидуальными предпринимателями оказываются услуги такси.
Расстояние по автомобильным дорогам от с. Пичаево до г. Моршанск — 40 км, до г. Тамбов — 100 км, до г. Москва — 465 км.

## Пресса
Издаётся газета «Пичаевский вестник».

## Культура
- МБУК «Пичаевский районный Дом культуры» с 16 филиалами.
- МБУК «Межпоселенческая центральная библиотека Пичаевского района» с 13 филиалами.
- МБУДО «Пичаевская детская школа искусств».

В с. Пичаево при центральной библиотеке в 2007 году создана краеведческая музейная комната.
Ансамбль «Казачья воля» Пичаевского районного Дома культуры 7 апреля 2017 года выступил в популярной телепередаче «Первого канала» «Поле чудес».

## Физическая культура и спорт
По состоянию на 01.01.2016 г. 32 % населения района занимаются физической культурой и спортом. Спортивные секции посещают 1 645 человек. В районе традиционно проводится спартакиада по пяти видам спорта (футбол, волейбол, настольный теннис, шахматы, пулевая стрельба) среди сельсоветов, проходят районные сельские спортивные игры с количеством участников более 300 человек. Организуются соревнования по пулевой стрельбе из мелкокалиберного оружия, лыжным гонкам, турниры по шахматам, военизированные эстафеты, соревнования по лёгкой атлетике. Разыгрывается кубок главы администрации района по мини-футболу. Спортсмены района — постоянные участники и призёры областных соревнований. Например, в 2015 году на первенстве Тамбовской области по футболу среди сборных команд муниципальных районов пичаевские футболисты заняли второе место.

## Достопримечательности
- Свято-Троицкая церковь (с. Пичаево). Построена в 1889 году по образцовому проекту архитектора К. А. Тона — автора Храма Христа Спасителя в Москве[37]. Самое высокое здание в Пичаевском районе. В храме сохранился резной деревянный иконостас XIX века, покрытый сусальным золотом. В разные годы в этой церкви служили священники Митрофан Замятин (двоюродный брат известного писателя Евгения Замятина) и о. Иоанн (И. М. Васнев, отец нынешнего митрополита Тамбовского и Рассказовского Феодосия). Является памятником архитектуры регионального значения.
- Церковь Воскресения Христова и Больше-Гагаринский парк (с. Гагарино 1-е). Церковь построена по индивидуальному проекту в 1833 году помещиком Алексеем Пашковым, племянником владельца «Дома Пашкова» в Москве и прадедом генерала Скобелева. Дочь Алексея Пашкова, Дарья, явилась прообразом героини повести А. С. Пушкина «Барышня-крестьянка». В годы Советской власти церковь была разграблена. В настоящее время восстановлена только небольшая часть, церковь нуждается в капитальном ремонте. Рядом с храмом находится Больше-Гагаринский парк, который был основан в начале XIX века. Является памятником природы регионального значения. Площадь парка — 60 га. Тут растут сосна обыкновенная (возраст — 160 лет), дуб черешчатый (возраст — 200 лет), липа мелколистная, ясень обыкновенный, сирень, акация жёлтая. В настоящее время парк находится в запущенном состоянии и неофициально является местом захоронения бытового и строительного мусора.
- Байловский парк, Синь-Камень и Алексеевская церковь (с. Байловка 2-я). Площадь парка — 60 га. Является памятником природы регионального значения. Тут растут сосна обыкновенная (возраст — 150 лет), дуб черешчатый (возраст — 300 лет), липа крупнолистная, клён остролистный, клён татарский, вяз гладкий, акация жёлтая, спирея, тополь белый, шиповник коричный. В настоящее время парк находится в запустении. В парке находится место паломничества верующих людей — Синь-Камень (Камень Георгия Победоносца). По поверьям, камень излечивает от недугов. Алексеевская церковь, которая также находится в парке, построена в 1809 году. В годы Советской власти была разграблена. В настоящее время восстановлена только небольшая часть, установлен новый купол с крестом. Церковь нуждается в капитальном ремонте.
- Музей-усадьба В. И. Вернадского (пос. с-за «Подъём» 1-е отд.). Является филиалом Тамбовского областного краеведческого музея[38]. Бывшее фамильное поместье великого русского и советского учёного. Вернадский регулярно посещал своё имение. По его авторскому проекту здесь был построен дом, разбит сад, сооружена система прудов. Оригинальное здание дома Вернадского до наших дней не сохранилось, но в 2005 году по архивным документам была отстроена его точная копия. Сейчас в нём разместился Дом-музей В. И. Вернадского. В музее экспонируется биографическая экспозиция, посвящённая учёному, и действует научно-культурный Ноосферный центр. Также в усадьбе восстановлены липовые аллеи и каскад прудов.
- Церковь Покрова Пресвятой Богородицы (с. Покрово-Васильево). Построена в 1843 году. В годы Советской власти была разграблена. В настоящее время восстановлена только небольшая часть, установлен новый купол с крестом. Церковь нуждается в капитальном ремонте.
- Часовня и святой источник в честь святителя Тихона, епископа Амафунтского (с. Большой Ломовис). Место паломничества верующих людей. По поверьям, человек, омывшийся водой из этого источника, не будет болеть целый год. В годы Советской власти часовня была разрушена, а источник заброшен. В настоящее время часовня восстановлена, а святой источник облагорожен, обложен природным камнем.

## Известные уроженцы
- Котельников Василий Петрович (1895—1971) — советский военный деятель, генерал-майор (1943 год). Родился в с. Липовка.
- Перов Георгий Васильевич (1905—1979) — советский государственный деятель. Первый заместитель председателя Государственного планового комитета Совета Министров СССР — Министр СССР (1958—1962 гг.). Родился в с. Большой Ломовис.
- Пудков Иван Иванович (1916—2002) — советский государственный и хозяйственный деятель. Министр машиностроения для лёгкой и пищевой промышленности и бытовых приборов СССР (1977—1984 гг.). Родился в с. Канищево.
- Кондратьев Алексей Владимирович (1971 г.р.) — российский государственный деятель, политик. Глава города Тамбова (2010—2015 гг.), член Совета Федерации Федерального собрания Российской Федерации от администрации Тамбовской области (2015—2020 гг.), вице-губернатор Тамбовской области (с 2020 г.). Родился в с. Пичаево.
- Феодосий (Васнев Сергей Иванович) (1961 г.р.) — митрополит Тамбовский и Рассказовский, глава Тамбовской митрополии (с 2002 г.). Родился в с. Пичаево.
- Лазутин Иван Георгиевич (1923—2010) — русский советский писатель и драматург. Родился в с. Пичаево.

Герои Советского Союза 
- Артамонов Степан Васильевич (1900—1944). Родился в с. Введенка.
- Бореев Николай Ильич (1922—2003). Родился в с. Кутли.
- Волчков Иван Никитович (1910—1944). Родился в с. Пичаево.
- Гавриков Владимир Алексеевич (1922—1945). Родился в с. Покрово-Васильево.
- Киселёв Михаил Дмитриевич (1910—1944). Родился в с. Малый Ломовис.
- Кострикин Владимир Михайлович (1918—1943). Родился в с. Кутли.
- Лапшин Алексей Степанович (1908—1957). Родился в д. Холмы.
- Солнцев Михаил Степанович (1922—1945). Провёл детские годы в с. Таракса.
- Шепелев Георгий Михайлович (1910—1983). Родился в с. Канищево.

Полные кавалеры ордена Славы 
- Лядов Иван Михайлович (1917—2001). Родился в с. Питим.
- Мартынов Фёдор Иванович (1924—1987). Родился в с. Малый Ломовис.